# Harald-Genzmer-Interpretationswettbewerb
Der Harald-Genzmer-Interpretationswettbewerb wird seit 2016 von der Harald-Genzmer-Stiftung in Verbindung mit der Hochschule für Musik und Theater München durchgeführt. Der Wettbewerb wird alle zwei Jahre – zusammen mit dem Harald-Genzmer-Kompositionswettbewerb – für wechselnde Besetzungen ausgeschrieben und richtet sich an Studierende oder Jungstudierende gleich welcher Nationalität im Alter zwischen 12 und 28 Jahren.
Der Komponist Harald Genzmer (1909–2007) gehörte von 1957 bis 1974 der Hochschule für Musik in München an. Die von ihm gegründete Stiftung ist Erbe seines künstlerischen Nachlasses. Die Stiftung sorgt für eine Beschäftigung und Auseinandersetzung mit Harald Genzmers Werk und fördert sowohl Neue Musik als auch Komponisten, Interpreten und Musikwissenschaftler. Der 2016 erstmals ausgerichtete Harald-Genzmer-Interpretationswettbewerb dient der Auseinandersetzung mit dem musikalischen Schaffen Harald Genzmers und der Förderung junger Musikerinnen und Musiker. Der Wettbewerb 2024 ist für ein Blechblasinstrument und ein weiteres Instrument (Duowertung) ausgeschrieben.

## Preisträger
- 2016 (Duo Holzblasinstrument und Klavier): 1. Preis: Lewin Kneisel (Klarinette), Daniel Vincent Streicher (Klavier); 2. Preis: Haralds Klips (Klarinette), Karlis Tirzitis (Klavier); 3. Preis: Jure Knez (Saxophon), Boris Knezevic (Klavier)
- 2018 (Klavier solo): 1. Preis (zweimal): Magdalena Haubs, Yinghua Huang; 2. Preis: Kathrin Isabelle Klein; 3. Preis (zweimal): Hyunjin Lim, Riccardo Gagliardi
- 2020 (Duo Violine-Klavier): 1. Preis Sebastian Nowak - Victoria Audrey Sarasvathi; 2. Preis: Nathalie Schmalhofer - Anna Maria Gebhardt; 3. Preis: Dasol Yun - Yeonwoo Park
- 2022 (Duo Violoncello-Klavier): 1. Preis: Marei Schibilsky (Violoncello), Julia Stephan (Klavier); 2. Preis: Daniel Brandon (Violoncello), Jun Chen (Klavier); 3. Preis: Cecilia Camón Botella (Violoncello), Mayako Higuchi (Klavier)